# استان سالتا
ایالت سالتا، یکی از ایالات ۲۳ گانه آرژانتین، واقع در شمال غرب کشور می‌باشد. سالتا با ایالات فورموزا، سانتیاگو دل استرو، توکومان، چاکو و کاتامارکا مرز مشترک دارد و توسط ایالت هوخوی محصور شده‌است. در شمال ایالت، بولیوی و پاراگوئه و در غرب آن شیلی قرار دارد.

## مشخصات
- مرکز: سالتا
- مساحت: ۱۵۵۴۸۸ کیلومترمربع
- جمعیت: ۱۰۷۹۰۵۱ (تا ۲۰۰۱)
- فرماندار: خوان مانوئل اورتوبی

## تاریخچه
پیش از آنکه ورود اسپانیایی‌ها به آمریکای جنوبی، ایالتی که امروزه سالتا نام دارد زیستگاه بومیان کالچاکیس و دیاگیتاس بود. از اقوام این بومیان می‌توان به کوئیلمس و هوماهواکاس که به زبان مشترک کاکان سخن می‌گفتند، قوم آتاکاما در پونا و قوم ویچیس که در نزدیکی ایالت چاکو سکونت داشتند اشاره کرد.
نخستین فاتح که در سال ۱۵۳۵ پا به این ناحیه گذاشت دیگو ده آلماگرو بود. ارناندو ده لرمه شهر «سان فیلیپه ده لرمه» را در سال ۱۵۸۲ بنیان نهاد که بعدها نامش به سان فیلیپه ده سالتا تغییر کرد. شهر تا سال ۱۶۵۰، ۵۰۰۰ نفر جمعیت داشت.
سالتا دل توکومان در نایب السلطنه ریود لاپلاتا تأسیس شد. در سال ۱۷۷۴، سان رامون دلا نووا اوران، بین دو شهر سالتا و تاریخا بنا نهاده شد. بعدها و در سال ۱۷۸۳، پایتخت سالتا دل توکومان از شهر توکومان به سالتا تغییر کرد.
جنگ سالتا در سال ۱۸۱۳ موجب آزادی منطقه از اسپانیا شد اما نایب السلطنه پرو گهگاه حملاتی ترتیب می‌داد. خروازیو پوساداس ایالت سالتا را در ۱۸۱۴ تشکیل به وجود آورد که در آن زمان ایالت سالتا، هوخوی، جنوب بولیوی و شمال شیلی را در بر می‌گرفت.
پس از درگیری‌های داخلی که به دنبال اعلام استقلال آرژانتین رخ داد، بولیوی شهر تاریخا را در سال ۱۸۲۶ ضمیمه خود کرد. در سال ۱۸۳۴ ایالت هوخوی نیز اعلام استقلال کرد و از سالتا جدا شد. محدودهٔ سالتا هنگامی به کوچکترین حد خود رسید که بولیوی شهر یاکویبا را تصرف کرد (سال ۱۹۰۰).
دولت ملی «لوس آندس» که در سال ۱۹۰۲ با مرکزیت سان آنتونیو دلوس کوبرس ایجاد شده بود در سال ۱۹۴۳ به عنوان بخش «لوس آندس» به ایالت سالتا پیوست.

## جغرافیا و اقلیم
دشت‌های مرتفع و خشک پونا در غرب ایالت با دریاچه‌های آب شور (پوسیتوس، آریسارو) جمعیت کمی دارد و شهر عمده آن «سان آنتونیو دلوس کوبرس» می‌باشد.
قله‌های مرتفع و برفی آند (آکای، کاچی و چانی) دره‌هایی نظیر کبرادا دل تورو، وایس کالچاکیس و لرمه به وجود آورده‌اند. شهر سالتا از جمله شهرهایی است که در این مناطق به وجود آمده‌است.
ایالت، تابستان‌هایی بسیار گرم و زمستان‌هایی سرد دارد.
در شرق و نزدیک منطقه گران چاکو، مرطوب‌ترین آب و هوا متعلق به جنگل یونگاس در پارک ملی ال ری می‌باشد.
رودهای عمده ایالت رود برمه خو، رود پیلکومایو | پیلکومایو و خورامنتو می‌باشد. ایالت سالتا از نظر زمین‌شناسی منطقه‌ای زلزله خیز می‌باشد.

## اقتصاد
ایالت سالتا با تولید ارزشی برابر ۱/۵ میلیارد دلار در سال ۲۰۰۶ و درآمد سرانه ۴۷۶۰ دلار از نظر اقتصادی کم توسعه می‌باشد. کشاورزی و صنایع وابسته به آن عمده‌ترین فعالیت ایالت به‌شمار می‌آید.
توتون، نیشکر و شراب از مهم‌ترین صادرات منطقه می‌باشد. همچنین محصولاتی مانند ذرت، گوجه فرنگی، موز، مرکبات و حبوبات مصارف داخلی دارند.
گاز و نفت توسط لوله ازاین ایالت به بوئنوس آیرس و روزاریو انتقال می‌یابد . .
در بخش معادن می‌توان به معادن گوگرد و اورانیوم اشاره کرد.
پرورش دام در سالتا تنها در بخش شرقی و مرطوب انجام می‌شود.
صنعت جهانگردی نیز یکی دیگر از منابع درآمدزا می‌باشد. جاذبه‌های توریستی تاریخی، طبیعی و اجتماعی شامل نمونه‌های زیر است:
شهر سالتا (مرکز ایالت) با کلیسای جامع و موزهٔ باستان‌شناسی آلتا مونتانیا دسالتا (با ۳ مومیای یخ زده دوره اینکاها)
قطار آ لاس نوبس (بسوی ابرها) پیش از آنکه به شهر سان آنتونیو دلوس کوبرس برسد از مسیر صخره‌ای و دره‌های تنگ عبور می‌کند.
کوه‌های وایس کالچاکیس با صخره‌های قرمز رنگ
شهر کافایاته مرکز شراب ایالت
پارک ملی ال ری در جنگل یونگاس، پارک ملی باریتو و پارک ملی لوس کاردونس

## تقسیمان سیاسی
ایالت به ۲۳ بخش (دپارتمان) تقسیم می‌شود.

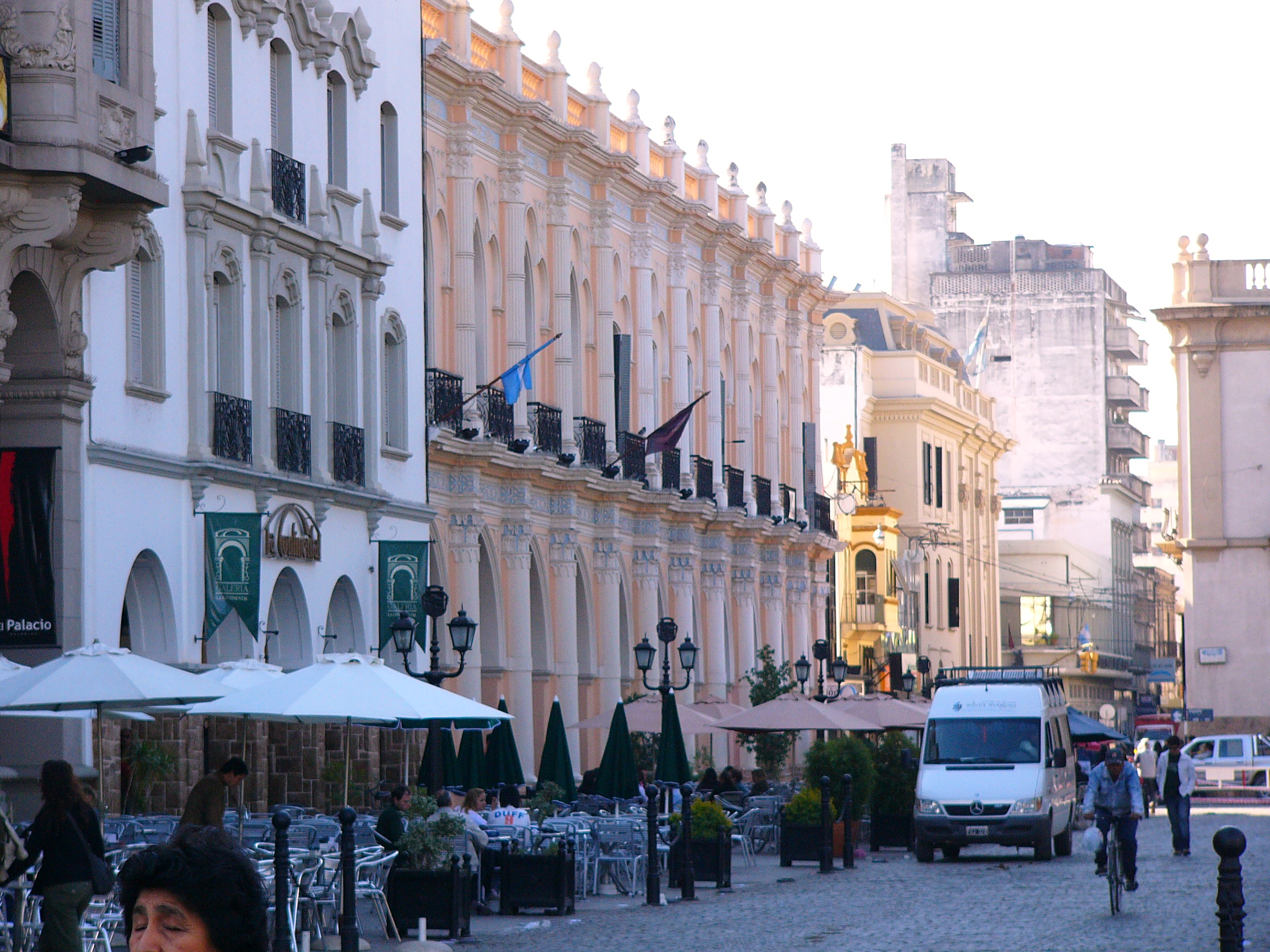
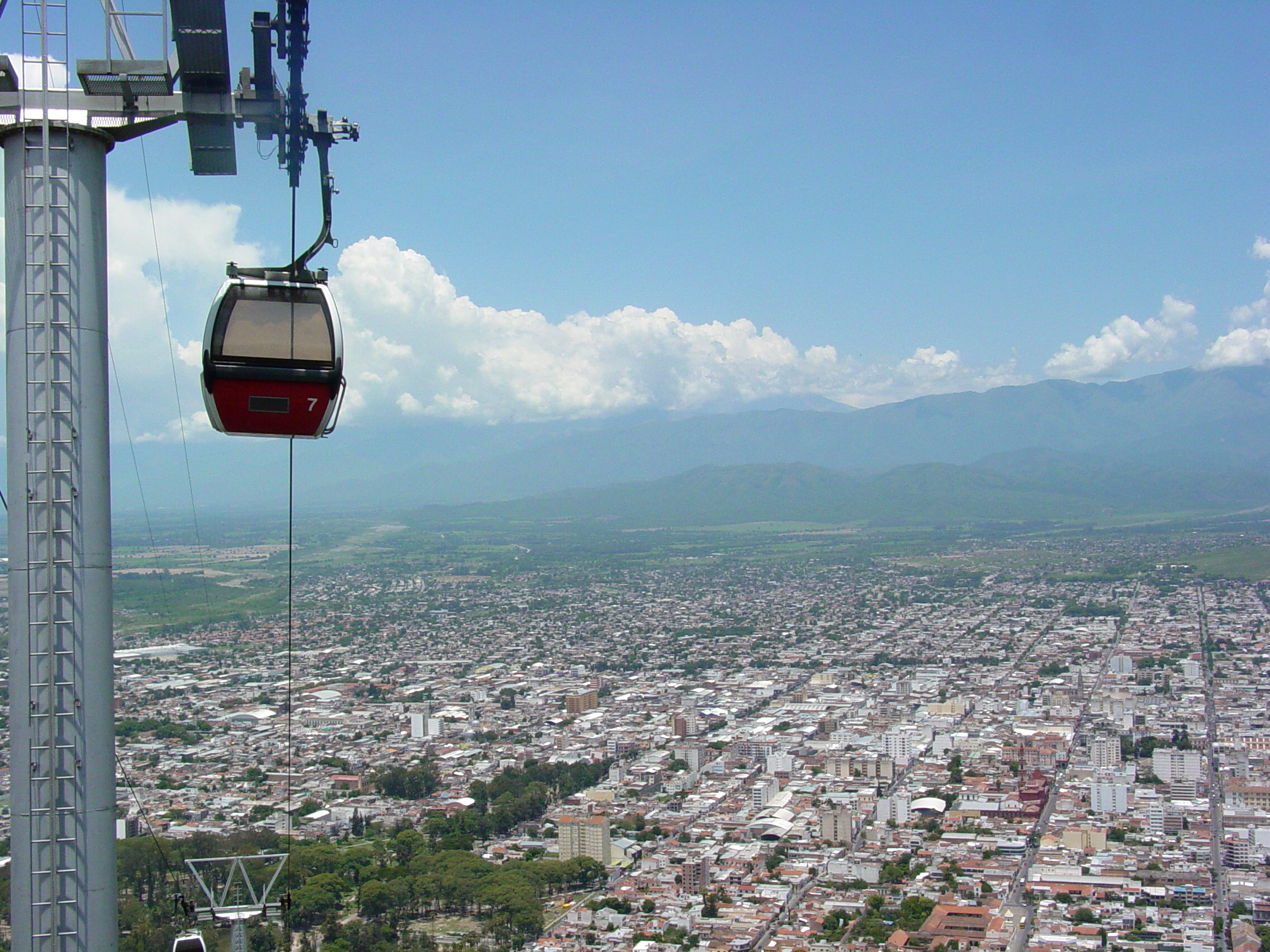
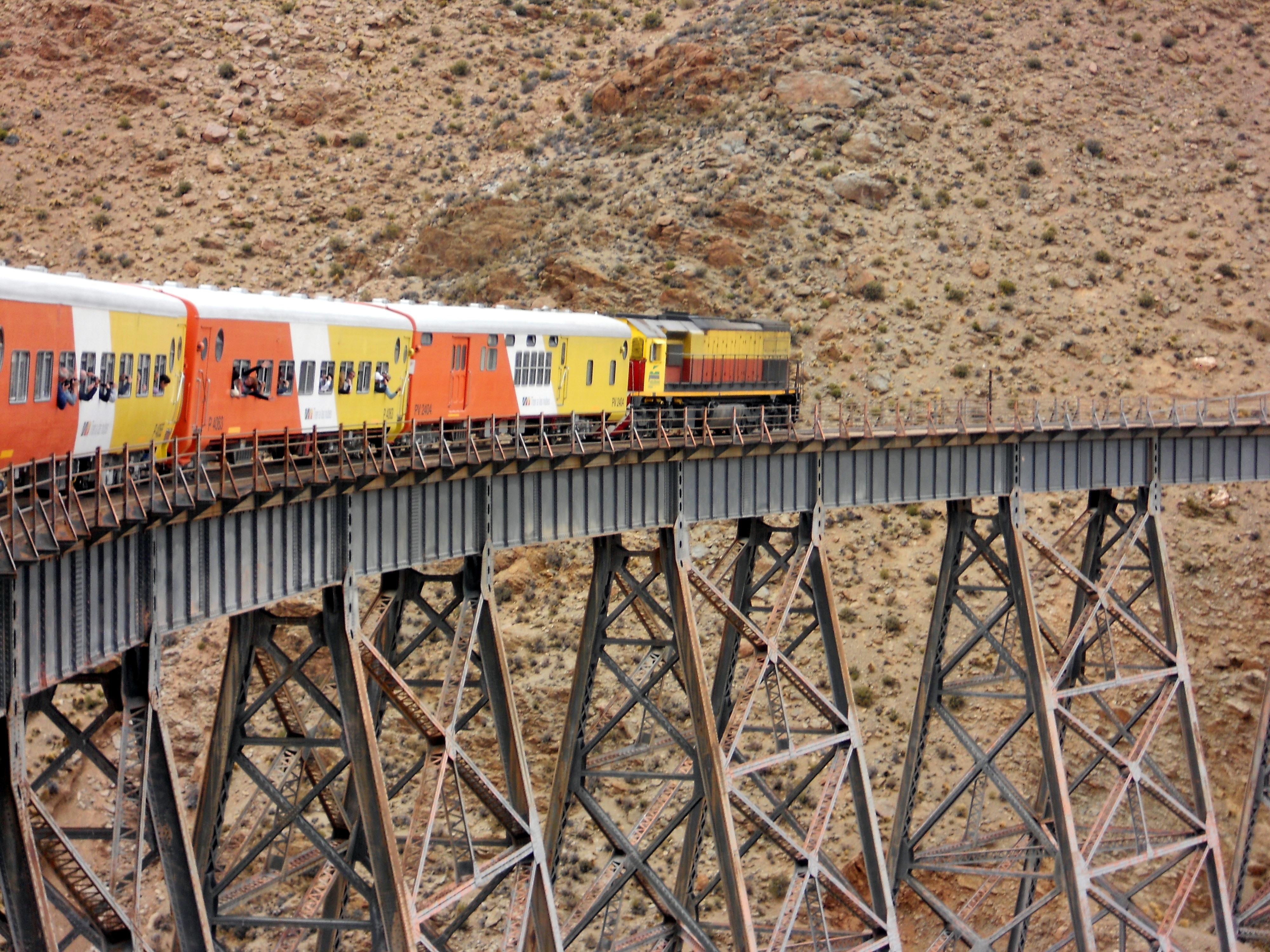
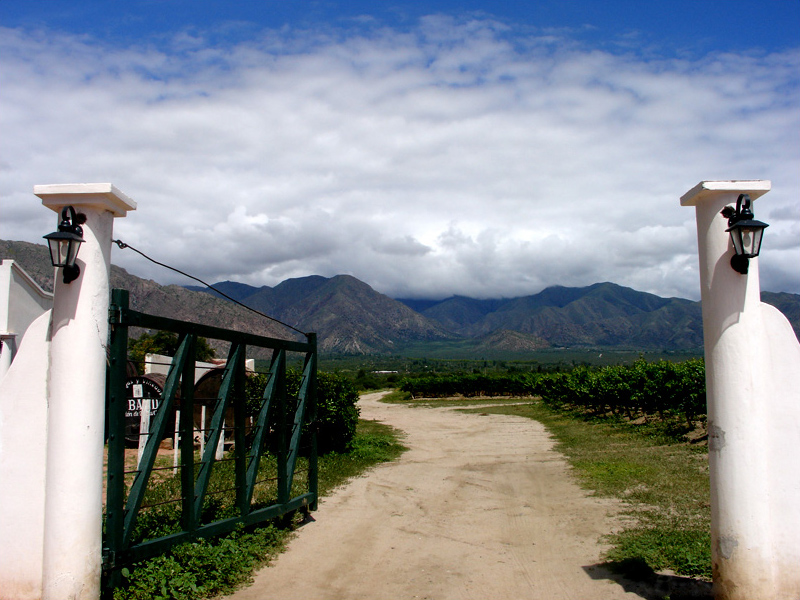
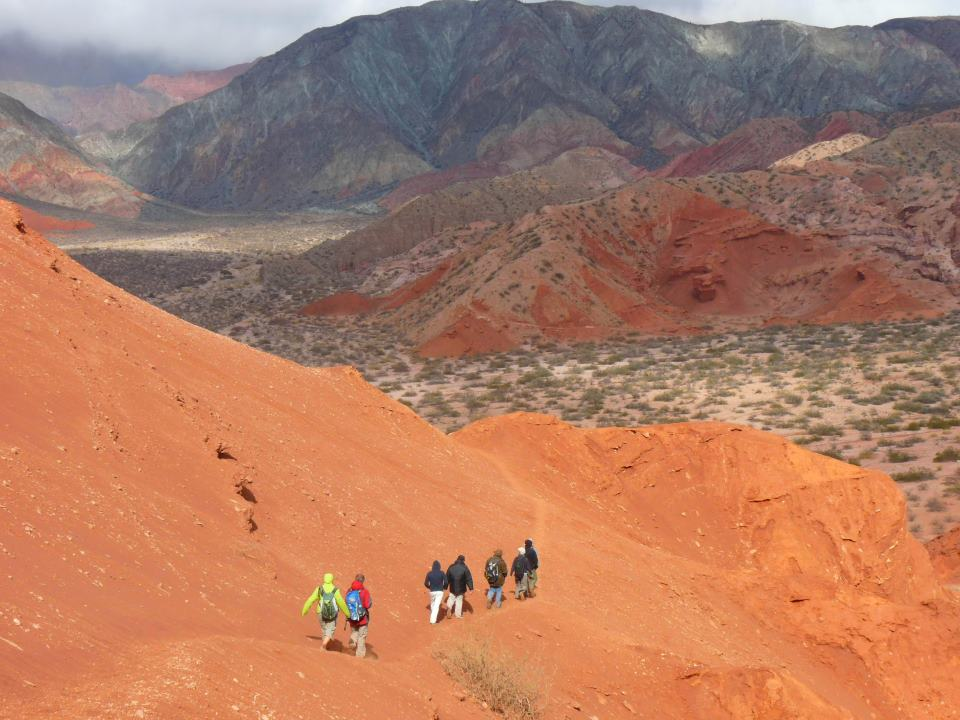
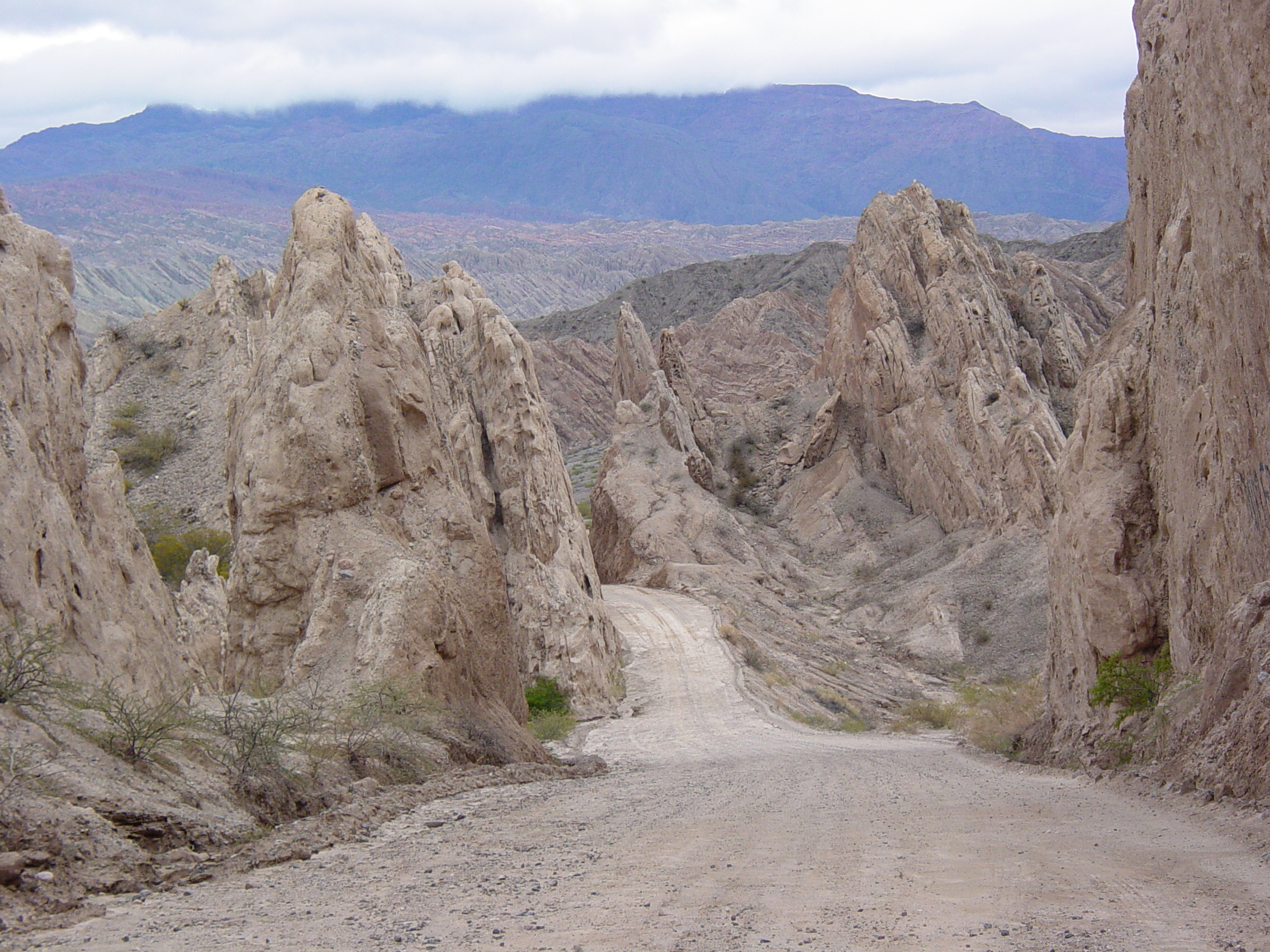
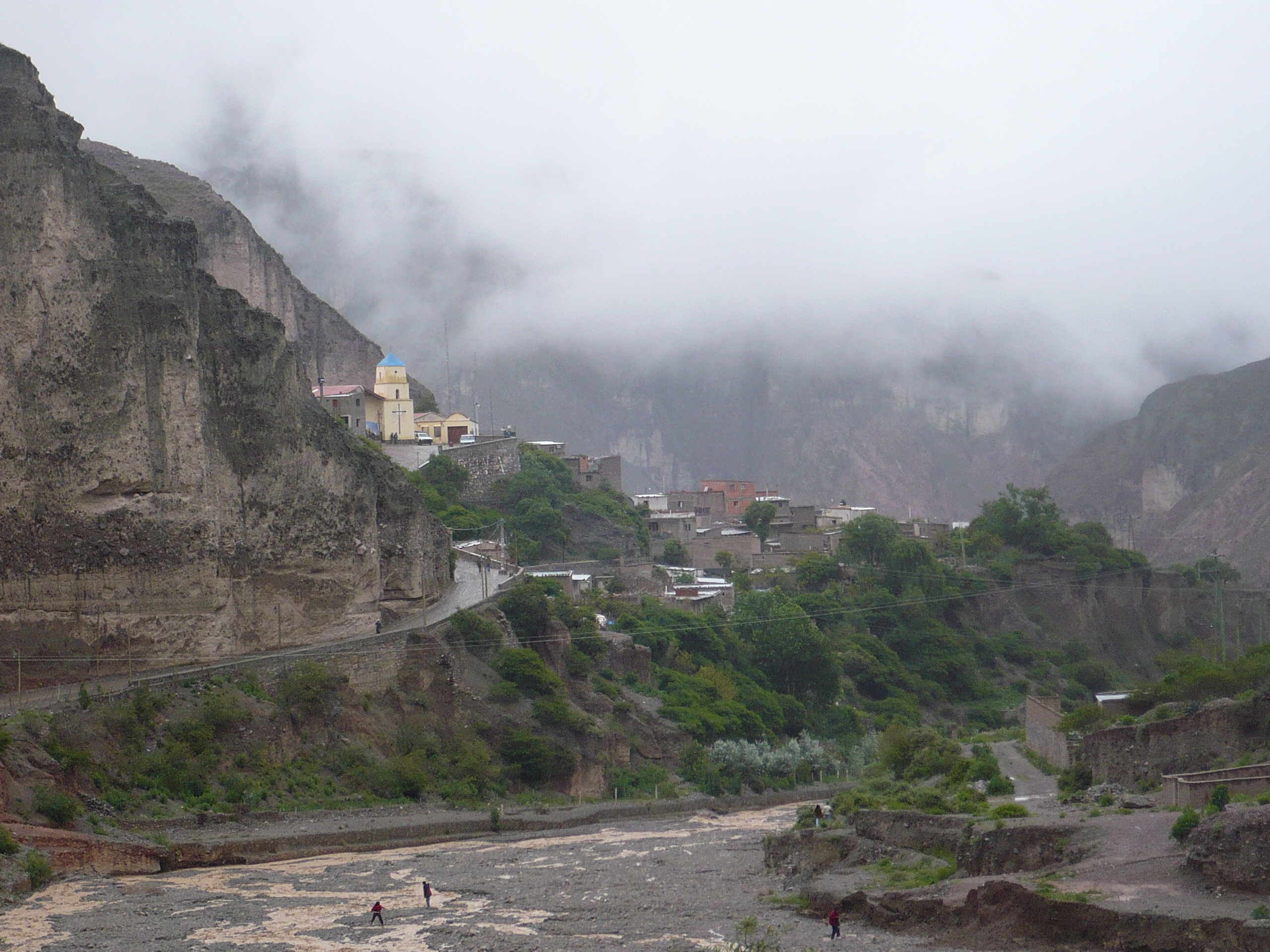
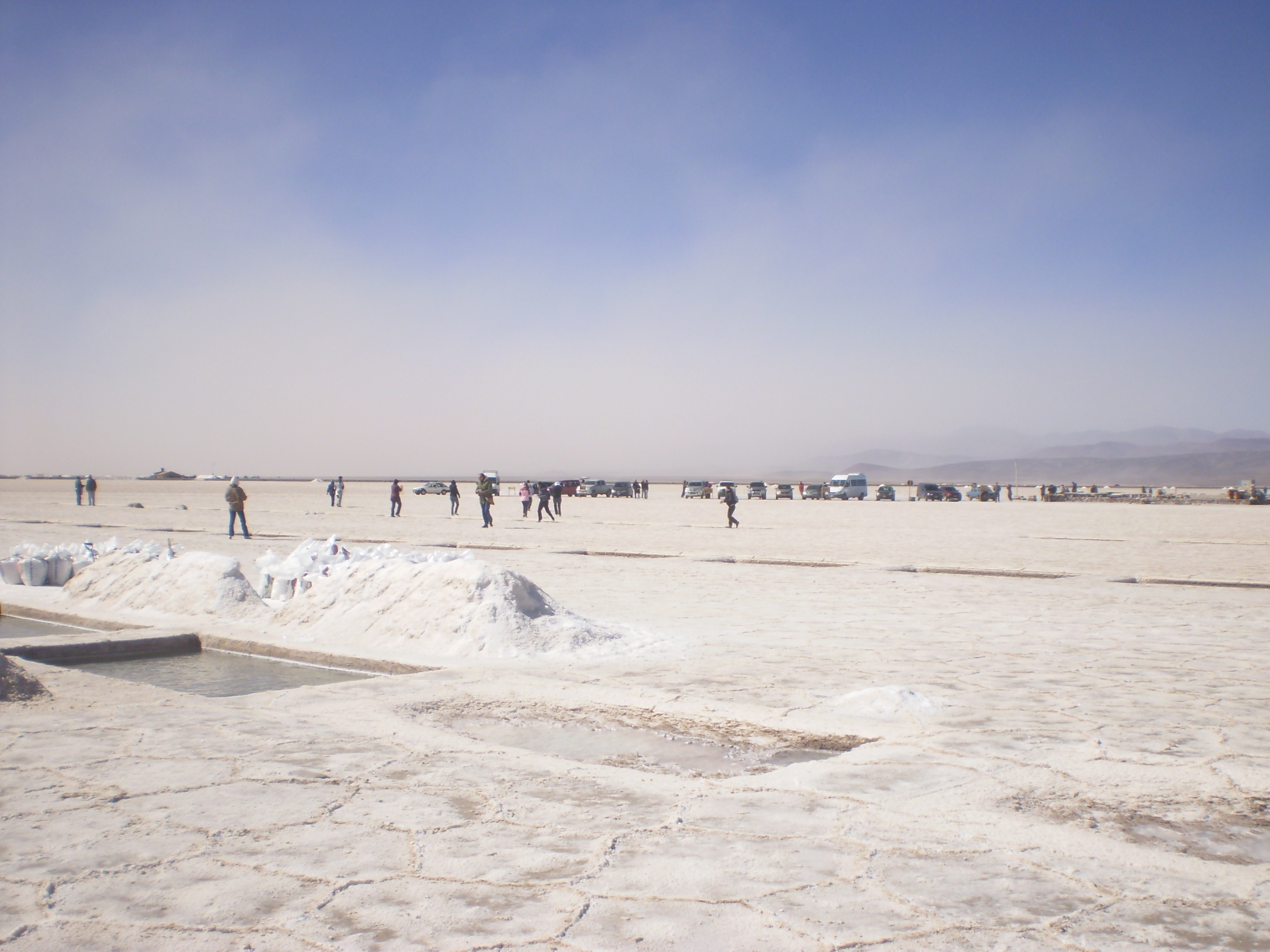
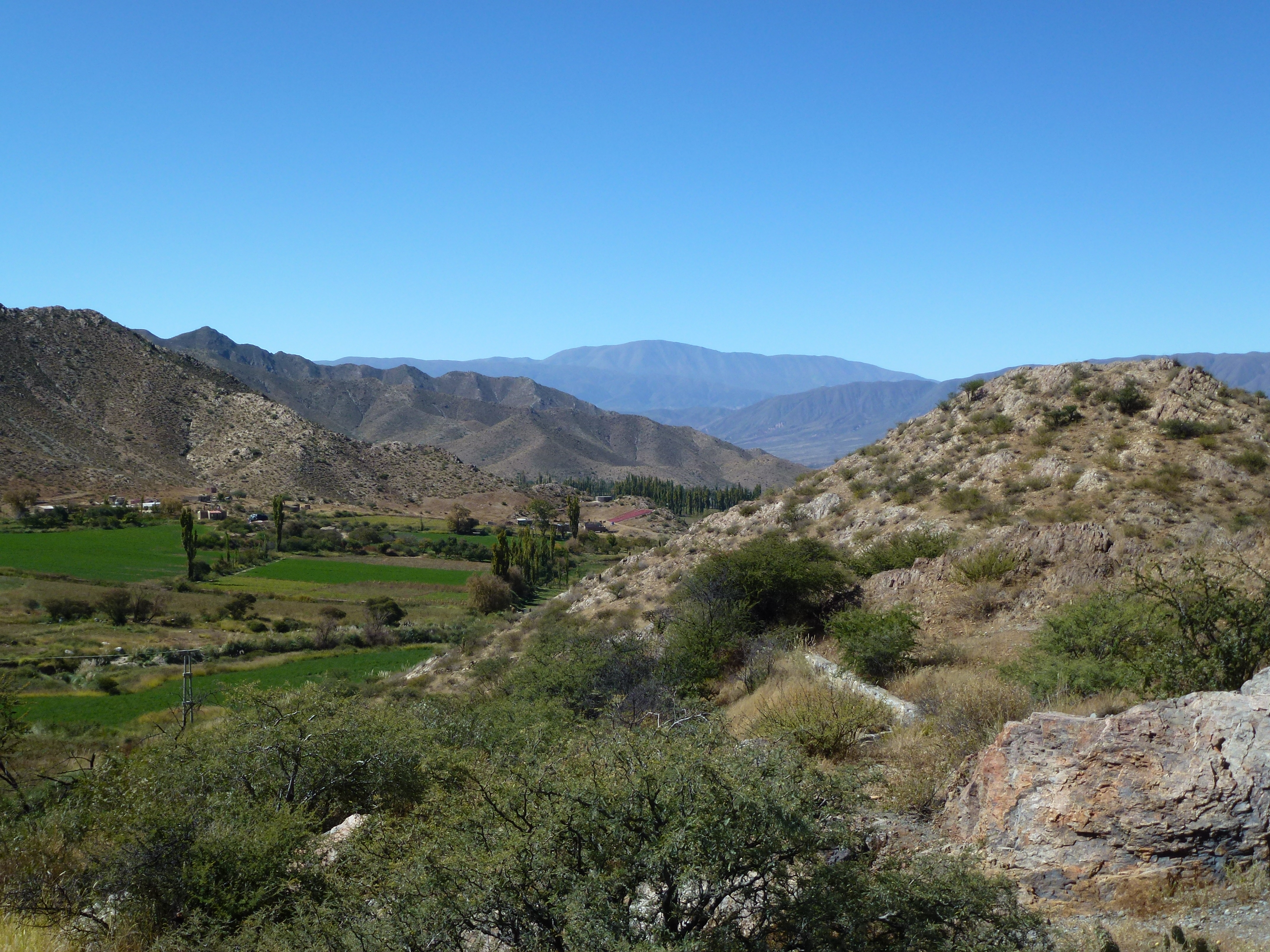
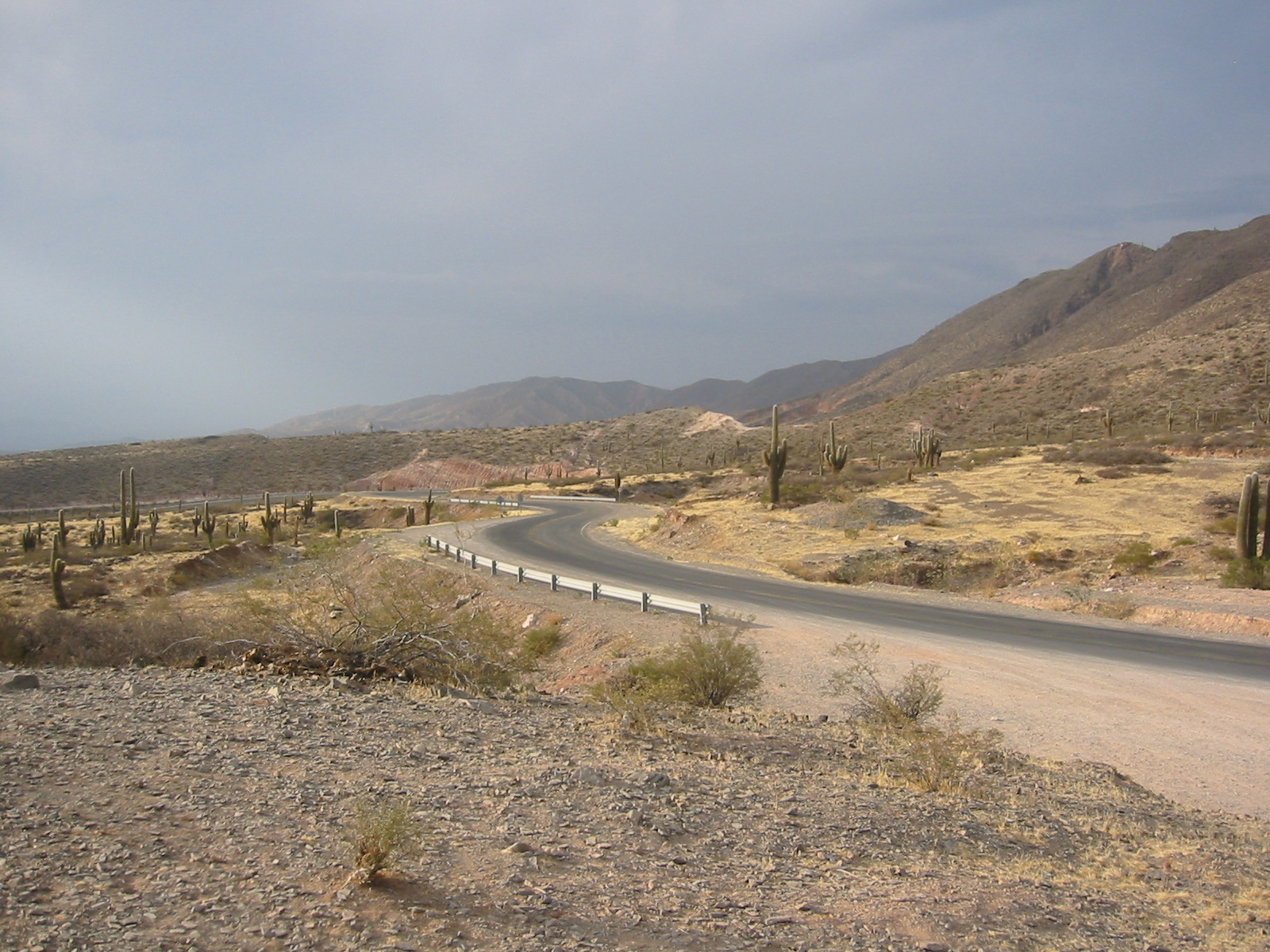

| ۱ – بخش آنتا ۲ – بخش کاچی ۳ – بخش کافایاته ۴ – بخش مرکزی (با مرکزیت سالتا) ۵ – بخش سریوس ۶ – بخش چیکوانا ۷ – بخش خنرال گوئمس ۸ – بخش سان مارتین ۹ – بخش گواچیپاس ۱۰ – بخش ایرونیا ۱۱ – بخش لاپوما ۱۲ – بخش لا کالدرا | ۱۳ – بخش لا کاندلاریا ۱۴ – بخش لا وینیا ۱۵ – بخش لوس آندس ۱۶ – بخش متان ۱۷ – بخش مولینوس ۱۸ – بخش آوران ۱۹ – بخش ریواداویا ۲۰ – بخش روزاریو دلا فرونترا ۲۱ – بخش روزاریو ده لرمه ۲۲ – بخش سان کارلوس ۲۳- بخش سانتا ویکتوریا |  |